# Kwan Cheatham
Pour les articles homonymes, voir Cheatham.
Kwan Cheatham Jr., né le 21 août 1995 à Cincinnati, Ohio, est un joueur américain de basket-ball. Il évolue aux postes d'ailier fort et de pivot.

## Biographie

### Carrière universitaire
Entre 2014 et 2018, il joue pour les Zips à l'université d'Akron.

### Carrière professionnelle

#### Kangoeroes Basket Willebroek / Malines (2017-2019)
Le 22 juin 2017, lors de la draft 2017 de la NBA, automatiquement éligible, il n'est pas sélectionné.
Le 19 juin 2017, il signe son premier contrat professionnel en Belgique avec le Kangoeroes Mechelen.

#### Levski Sofia (2019-2020)
Le 25 septembre 2019, il signe avec le club bulgare du Levski Sofia.

#### ESSM Le Portel (jan. - juil. 2020)
Le 5 janvier 2020, il est mis à l'essai par le club français de l'ESSM Le Portel. Le 17 janvier 2020, il est conservé par Le Portel jusqu'à la fin de saison 2019-2020.

#### Ironi Ness Ziona (2020 - jan. 2021)
Le 24 août 2020, il signe avec le club israélien de l'Ironi Ness Ziona (en).

#### Baloncesto Fuenlabrada (depuis jan. 2021)
Le 7 janvier 2021, il rejoint le club espagnol du Baloncesto Fuenlabrada.
Le 4 juillet 2021, il prolonge son contrat avec Fuenlabrada.

## Statistiques

### Universitaires
Les statistiques en matchs universitaires de Kwan Cheatham sont les suivantes :
| Saison    | Équipe | Matchs | Titul. | Min./m | % Tir | % 3pts | % LF | Rbds/m. | Pass/m. | Int/m. | Ctr/m. | Pts/m. |
| --------- | ------ | ------ | ------ | ------ | ----- | ------ | ---- | ------- | ------- | ------ | ------ | ------ |
| 2013-2014 | Akron  | 21     | 2      | 8,8    | 28,3  | 32,3   | 81,2 | 1,38    | 0,24    | 0,14   | 0,24   | 2,33   |
| 2014-2015 | Akron  | 35     | 30     | 23,5   | 36,8  | 32,7   | 64,4 | 4,97    | 1,54    | 0,40   | 1,11   | 7,94   |
| 2015-2016 | Akron  | 35     | 34     | 22,5   | 37,0  | 33,3   | 66,1 | 4,91    | 1,60    | 0,23   | 0,97   | 7,23   |
| 2016-2017 | Akron  | 36     | 35     | 28,6   | 41,0  | 38,4   | 79,7 | 7,17    | 1,81    | 0,50   | 0,97   | 11,03  |
| Total     |        | 127    | 101    | 22,2   | 38,0  | 35,1   | 71,4 | 4,98    | 1,42    | 0,34   | 0,89   | 7,69   |